# Puxeda
Puxeda (llamada oficialmente Santa María da Puxeda) es una parroquia y una aldea española del municipio de Palas de Rey, en la provincia de Lugo, Galicia.

## Otras denominaciones
La parroquia también es conocida por el nombre de Santa María de Puxeda.

## Organización territorial
La parroquia está formada por diez entidades de población, constando siete de ellas en el nomenclátor del Instituto Nacional de Estadística español:

### Entidades de población
Entidades de población que forman parte de la parroquia:
- Arulfe
- Bragaña (A Bragaña)
- Choupana
- Couso (O Couso)
- Puxeda (A Puxeda)
- O Seixo
- Sande
- Valiña

### Despoblados
Despoblados que forman parte de la parroquia:
- Corda (A Corda)
- Mende

## Demografía

### Parroquia
| Gráfica de evolución demográfica de Puxeda (parroquia) entre 2000 y 2020 |
|                                                                          |
| Datos según el nomenclátor publicado por el INE.                         |

### Aldea
| Gráfica de evolución demográfica de Puxeda (aldea) entre 2000 y 2020 |
|                                                                      |
| Datos según el nomenclátor publicado por el INE.                     |